# Commodité
En économie, le terme commodité, néologisme par francisation de l'anglais « commodity », est parfois employé pour désigner un produit de base ou un produit de consommation courante, un produit standardisé, essentiel et courant, aux qualités parfaitement définies et connues des acheteurs.
Les « commodités » sont souvent opposés aux « spécialités », notamment dans l'industrie chimique.

## Étymologie/usage
Le terme « commodité » est souvent employé comme néologisme pour désigner le terme économique anglo-saxon commodity, qui ne possède pas de traduction littérale satisfaisante en français (le terme est souvent traduit par « matière première » mais cette traduction est réductrice par rapport au sens initial).
La correction de l'emploi en français du terme « commodité » dans le sens anglo-saxon du terme commodity suscite un débat : cet usage est parfois considéré comme un anglicisme. En effet, il n'est pas signalé par la plupart des dictionnaires, cependant il est couramment utilisé dans ce sens dans les milieux professionnels et universitaires,,,.

## Définition théorique
Il existe de nombreuses définitions du terme « commodité », plus ou moins abstraites,,. De manière générale, ces définitions s'entendent à attribuer aux commodités les propriétés suivantes :
- être disponibles auprès d'un nombre significatif[8] de fournisseurs ;
- être normalisées/banalisées : les produits des différents fournisseurs doivent être facilement interchangeables.

## Exemples classiques
Dans sa vision la plus restrictive le terme « commodité » désigne essentiellement les matières premières brutes (pétrole, bois, charbon, produits agricoles…). C'est à ce sens classique que fait référence le terme anglais Commodity market.
Dans une vision plus large, le terme est élargi à la plupart des biens et produits manufacturés fortement normalisés, notamment :
- composants électroniques, des plus simples (diodes, transistors, résistances) aux plus élaborés (disques durs, Serveurs lames...).
- produits intermédiaires agricoles
- produits courants de l'industrie chimique

Dans une approche plus spéculative, la notion est parfois étendue à des services, notamment dans le secteur de l'informatique,,,. C'est ainsi que la musique est désormais souvent qualifiée de « commodité », à la suite de l'apparition des services de streaming musicaux : alors que le disque était un produit sinon rare, du moins relativement coûteux (comparé par exemple aux matières premières), les pièces de musique sont maintenant accessibles gratuitement, par millions.
Une « commodité » ou un « produit de commodité » est alors un produit générique largement disponible ou un bien avec assez peu de différence de valeur ajoutée d'un fournisseur à l'autre, dont :
- bien, consommable, service à faible valeur ajoutée, produit d'usage courant ;
- bien de consommation courante, matière première, valeur, marchandise, ressource ;
- bande passante des opérateurs de réseaux, énergie électrique ou autre.

Des exemples de commodités au sens classique sont le sucre, le courant électrique, les boulons, certaines mémoires, périphériques informatiques, etc. Tous répondent à des standards et leur origine a peu d'importance pour l'emploi qu'on en fait, les fournisseurs ont peu de latitude pour justifier d'une modification de leur valeur ajoutée.

## Économie des commodités

### Taille
Le terme de « commodité » implique en général des marchés présentant des volumes importants, nécessaires au soutien d'un nombre important de fournisseurs et de normes détaillées. Pour atteindre cette échelle critique, les marchés de commodités sont souvent mondialisés.

### Bourse

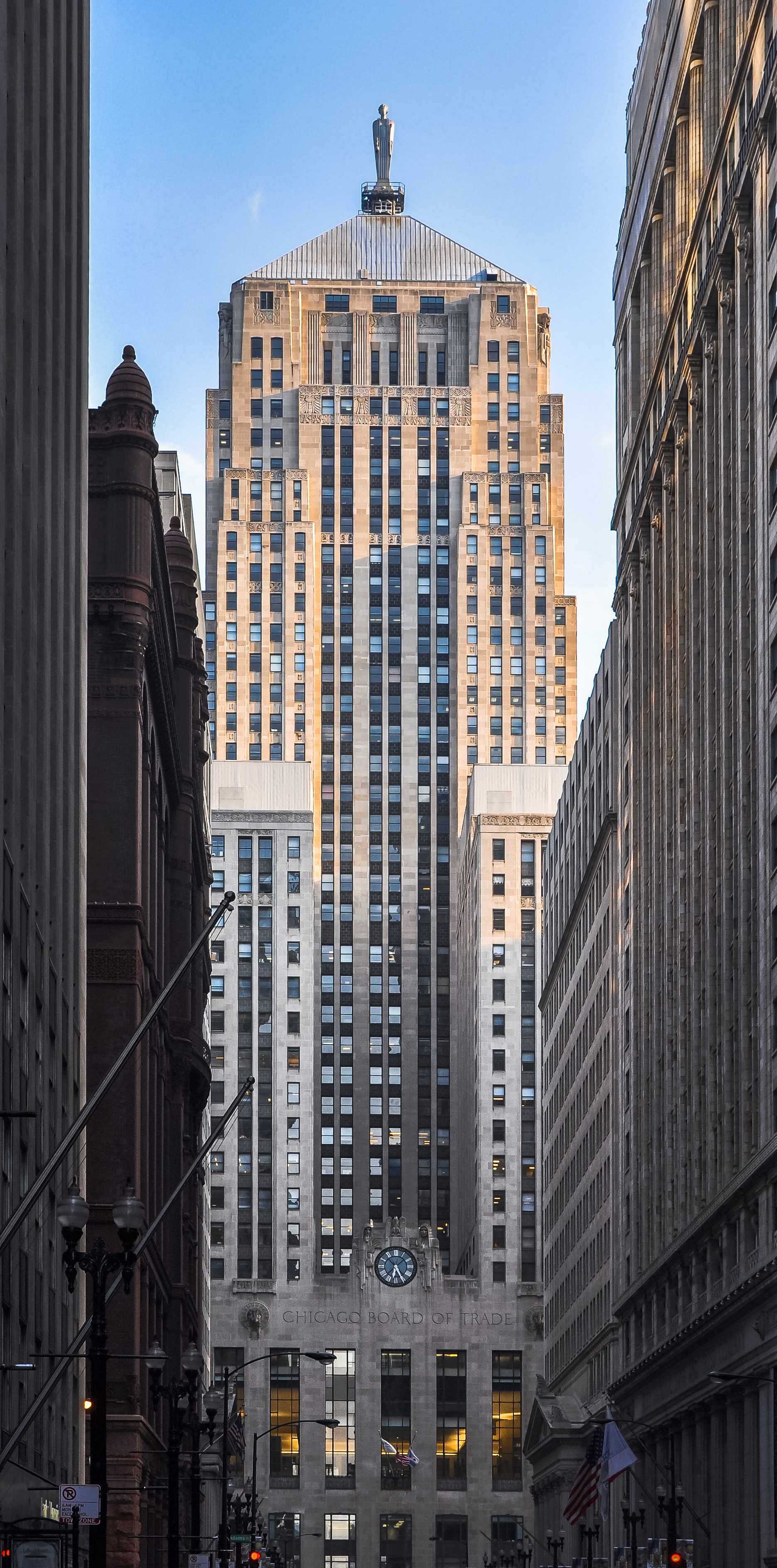
Le bâtiment historique du Chicago Board of Trade, principale bourse mondiale pour de nombreuses matières premières agricoles dont le blé, le maïs, le riz ou le soja, son sommet est orné d'une statue de Ceres, déesse romaine de l'agriculture

Le développement de commodité permet le développement de bourses de commerce.

### Relation clients/fournisseurs
En raison de leur forte normalisation, les marchés de commodités limitent la valeur ajoutée que peuvent apporter les fournisseurs. La compétition s'effectue donc essentiellement sur les prix établis par le coût marginal, les entreprises dégageant des profits par les différentiels de productivité.
La compétition sur les prix tend à favoriser les acheteurs et à être défavorable aux fournisseurs. Être positionné sur un marché de commodité, ou en voie de commodisation est donc généralement considéré comme une position défavorable par les fournisseurs. Pour échapper à cette situation ils s'engagent dans des stratégies de différenciation compétitive par la qualité, l'innovation…